# Cheirogaleus thomasi
Cheirogaleus thomasi — вид крысиных лемуров. Эндемик Мадагаскара. Впервые описан в 1894 году швейцарским зоологом Шарлем Иммануэлем Форсайтом Мейджором как Opolemur thomasi, но позднее был синонимизирован с толстохвостым лемуром (Cheirogaleus medius) . В 2014 году вид был повторно подтвержден под названием Cheirogaleus thomasi. Его ареал ограничен лесистой прибрежной полосой на крайнем юго-востоке Мадагаскара. Прибрежная полоса тянется от Сент-Люса до Петрики, примерно посередине находится город Таулантару.

## Внешний вид и строение
Мейджор описал вид на основе трех экземпляров, пойманных недалеко от Таулантару, и указал длину головы и тела 22,5 и 23,2 см, а длину хвоста — 21,5 и 19,5 см соответственно для двух взрослых животных, одно из которых было законсервировано в спирте, а другое высушено. Как это типично для крысиных лемуров, голова уплощенная и широкая, а морда короткая. Животные преимущественно серого цвета с красновато-коричневым оттенком. Кончики волос серебристые, мерцающие. Верхняя часть головы темнее. Этот же оттенок имеет темный воротник, который прерывается на шее. Кольца вокруг глаз и короткие уши коричнево-черные. Беловатая полоска между глазами тянется до безволосого носа. Щеки, губы, подбородок, горло, грудь, живот, а также внутренняя часть рук и ног желтовато-белые. На ладони пять подушечек, на ступне семь. По сравнению с очень похожим толстохвостым лемуром, Cheirogaleus thomasi имеет более крупный череп и более широкие зубы.